# Pericoma isabellae
Pericoma isabellae är en tvåvingeart som beskrevs av Wagner 2005. Pericoma isabellae ingår i släktet Pericoma och familjen fjärilsmyggor. Inga underarter finns listade i Catalogue of Life.